# Ostracoda
Gli Ostracodi (Ostracoda Latreille, 1802) sono una classe di crostacei.
Sono state identificate all'incirca 65 000 specie (delle quali 13 000 ancora esistenti) raggruppate nei rispettivi ordini.
Gli Ostracodi sono piccoli crostacei, tipicamente delle dimensioni di 1 millimetro, ma possono variare tra gli 0,2 mm ed i 30 mm.
I loro corpi sono protetti come nei bivalvi da una "conchiglia" in chitina o in calcare. Le due parti della "conchiglia" sono unite tramite una cerniera situata nella parte dorsale del corpo. Gli Ostracodi vengono raggruppati in base alla loro morfologia, ma il loro raggruppamento potrebbe non essere monofiletico, la loro filogenesi molecolare rimane ambigua.
Ecologicamente, gli ostracodi marini possono far parte dello zooplancton, ma, più comunemente, fanno parte del benthos, vivendo a stretto contatto con il fondale marino.
La dieta degli ostracodi è molto varia: a seconda dei gruppi possiamo trovarne di carnivori, erbivori, saprofagi o filtratori.

## Etimologia
Ostracoda deriva dal greco óstrakon e significa conchiglia o mattonella.

## Fossili
Gli ostracodi sono tra i più antichi e comuni fossili rinvenuti sino ad oggi, le loro prime tracce fossili finora rinvenute appartengono al cambriano. Ostracodi d'acqua dolce sono stati ritrovati in ambra baltica risalente all'Eocene, presumibilmente trasportati sugli alberi da inondazioni.
Gli ostracodi sono un importante indicatore per la Biostratigrafia grazie alla loro grande diffusione, alle piccole dimensioni, alla facile conservazione delle mute del loro carapace, per questi motivi le loro valve vengono spesso ritrovate tra i microfossili.

## Descrizione
Hanno il corpo di piccole dimensioni, racchiuso in un carapace bivalve con tronco ridotto e capo sviluppato, che porta a una forte somiglianza con i molluschi bivalvi. Possono essere a vita libera o ectoparassiti.

### Parti molli
Il corpo è composto da una testa e da un torace, separati da un restringimento. Diversamente dagli altri crostacei, il corpo non è chiaramente suddiviso in segmenti. L'addome è regresso o assente, mentre le gonadi degli esemplari adulti sono relativamente grandi.
La testa è la parte più grande del corpo, e sostiene la maggior parte delle appendici. Sono presenti due paia di antenne ben sviluppate, che vengono utilizzate per nuotare nell'acqua. inoltre e presente un paio di mandibole e due paia di mascelle.
Il torace presenta due paia di appendici, ma in alcune specie possono essere singole o assenti. Vi sono due "rami", o sporgenze, che dall'estremità della coda si estendono verso il basso e leggermente in avanti dalla parte posteriore del guscio.
Tipicamente non possiedono branchie, ma assorbono l'ossigeno attraverso dei pori situati sulla superficie del corpo. La maggior parte degli ostracodi non possiede un cuore o un apparato circolatorio, il sangue circola semplicemente tra le valve della conchiglia. Gli scarti (azoto) vengono espulsi attraverso una ghiandola situata sulla mascella, sulle antenne o su entrambi.
Il senso primario degli ostracodi è il tatto, possiedono una peluria sensitiva sul corpo e sulle appendici. Comunque possono possedere un singolo occhio larvare (nauplius), ed in alcuni casi, una vera coppia di occhi composti.

### Ciclo vitale
Gli ostracodi di sesso maschile possiedono due peni, corrispondenti a due aperture genitali (gonopore) negli ostracodi di sesso femminile.
Nella maggior parte degli ostracodi le uova vengono rilasciate in acqua oppure ancorate alla vegetazione o al substrato. Altri ostracodi tengono le uova nel guscio, offrendo loro una notevole protezione. Una volta schiuse le uova, le larve possiedono già una dura corazza.

## Bioluminescenza
Alcuni Ostracodi possiedono un organo che permette loro di produrre chimicamente luce. La maggior parte degli ostracodi utilizza la bioluminescenza come difesa da una predazione, alcune specie caraibiche la utilizzano per l'accoppiamento. In Malaysia vengono chiamati "blue sand" (sabbia blu) per la loro particolarità di emettere luce blu nel buio della notte.

## Tassonomia
- Sottoclasse Myodocopa  Sars, 1866
  - Myodocopida Sars, 1866
  - Halocyprida Dana, 1853
- Sottoclasse Podocopa  Sars, 1866
  - Platycopida Sars, 1866
  - Podocopida Sars, 1866